# Lumparlands kyrka
Lumparlands kyrka, också kallad S:t Andreas kyrka, ligger i byn Klemetsby i Lumparland på Åland och är en av två kyrkor i Lemland-Lumparlands församling i Borgå stift. Kyrkan är uppförd på 1720-talet och äldst av Ålands tre träkyrkor. Den är helgad åt Andreas, Jesu lärjunge och bror till Petrus.

## Historia
Ett kapell på platsen omnämns för första gången 1544 då den miste en kyrkklocka. Enligt traditionen förde Gustav Vasa med sina män bort en kyrkklocka för att sedan troligen användas som vällingklocka på Kastelholms slott. Denna första kyrka ska ha stått nedanför kullen väster om den nuvarande kyrkan.
1666 flyttades kapellet upp på kullen, och detta andra kapell brändes sedan ner under den stora ofreden (1713-1721) av ryska soldater.
Den nuvarande kyrkan, som är den tredje på platsen, färdigställdes 1728.

## Inventarier
- Den äldre altartavlan donerad 1736 [3]
- Altartavlan från 1886 målad av Victor Westerholm från Åbo[3]
- Votivskeppet från 1836[2]

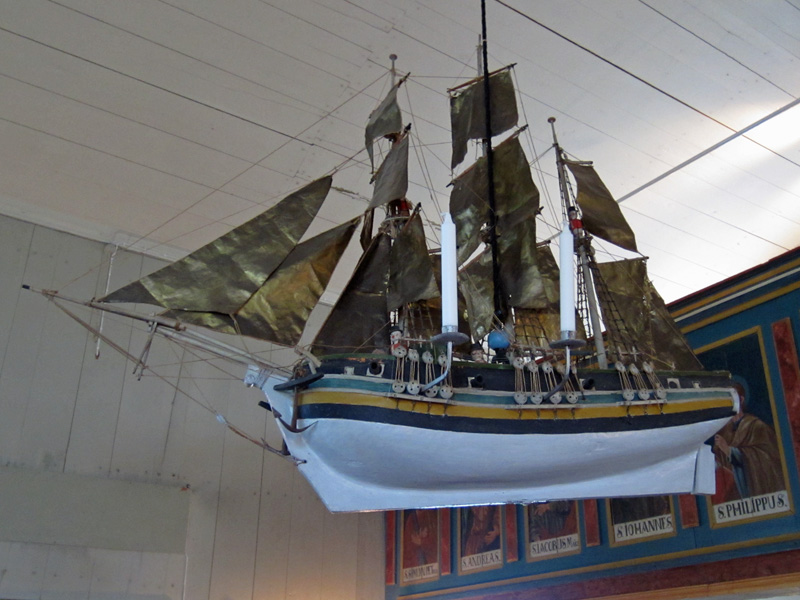
Votivskepp

### Orgel
- Orgel med 5 stämmor byggd av Thulé. Ursprungligen byggd för en annan kyrka.
- 1971 bygger Hans Heinrich en orgel.[4]

| Manual C-g3      | Pedal C-f1    |
| Gedackt 8'       | Bihängd pedal |
| Principal 4'     |               |
| Waldflöte 2'     |               |
| Zimbel 2 ch 1/2' |               |